# Ulanovski (Krasnodar)
Ulanovski (del ruso: Улановский) es un jútor del raión de Otrádnaya del krai de Krasnodar, en Rusia. Está situado en un área premontañosa de las vertientes septentrionales del Cáucaso Norte, en la orilla derecha del río Urup, afluente del Kubán, 19 km al norte de Otrádnaya y 203 km al sureste de Krasnodar, la capital del krai. Tenía una población de 51 habitantes en 2008.
Pertenece al municipio Krasnogvardéiskoye.

## Historia
La localidad fue fundada en 1912-1913.